# Straffelovens § 264 d
Straffelovens § 264 d er en væsentlig del af straffelovens værn mod krænkelser af privatlivets fred. Bestemmelsen forbyder uberettiget videregivelse af private meddelelser og billeder.

## Paragraffens anvendelse
Følgende kan nævnes som eksempler på, hvad der normalt vil være beskyttet:
Interne familieforhold (sml. TFDP 1979.339 f.), seksualforbindelser, forlovelser, skilsmisser og sygdom (sml. U1998.1036 V og U 1991.194 Ø), selvmord, selvmordsforsøg, private stridigheder, indtægtsforhold, skatteforhold og insolvens.
Persondatalovens opregning af, hvilke oplysninger der normalt ikke må registreres, kan tillige give en vis vejledning om, hvad lovgivningsmagten har anset for at være særligt "følsomt". I § 7 nævnes: "[...]racemæssig eller etnisk baggrund, politisk, religiøs eller filosofisk overbevisning, fagforeningsmæssige tilhørsforhold og oplysninger om helbredsmæssige og seksuelle forhold". I øvrigt fastsættes typen af oplysninger i retspraksis og kan også omfatte fødselsdato og CPR-nummer.
Videregivelsen vil som udgangspunkt altid være uberettiget, hvis der ikke foreligger eksplicit samtykke fra personen, som oplysningerne vedrører.
Det er uden betydning for forbrydelsen, om oplysningerne er sande eller ej. Spredes usande oplysninger af den type, som bestemmelsen omfatter, straffes på samme måde, som hvis oplysningerne var sande.

## Lovteksten
"Straffeloven § 264 d. Med bøde eller fængsel indtil 6 måneder straffes den, der uberettiget videregiver meddelelser eller billeder vedrørende en andens private forhold eller i øvrigt billeder af den pågældende under omstændigheder, der åbenbart kan forlanges unddraget offentligheden. Bestemmelsen finder også anvendelse, hvor meddelelsen eller billedet vedrører en afdød person."